# Elis Regina - Montreux Jazz Festival
Elis Regina - Montreux Jazz Festival é o sétimo álbum ao vivo (sendo o primeiro póstumo) da cantora brasileira Elis Regina, lançado em 1982 pela WEA. Criado a partir do registro da participação de Elis no décimo-terceiro Montreux Jazz Festival.

## Faixas
| N.º | Título                                                  | Compositor(es)                                                                                           | Duração |  |
| 1.  | "Cobra Criada"                                          | João Bosco / Paulo Emílio                                                                                | 8:04    |  |
| 2.  | "Cai Dentro"                                            | Baden Powell / Paulo César Pinheiro                                                                      | 2:32    |  |
| 3.  | "Madalena"                                              | Ivan Lins / Ronaldo Monteiro                                                                             | 2:57    |  |
| 4.  | "Ponta de Areia" "Fé Cega, Faca Amolada" "Maria, Maria" | Milton Nascimento / Fernando Brant Milton Nascimento / Ronaldo Bastos Milton Nascimento / Fernando Brant | 7:54    |  |
| 5.  | "Na Baixa do Sapateiro"                                 | Ary Barroso                                                                                              | 4:58    |  |
| 6.  | "Upa Neguinho"                                          | Edu Lobo / Gianfrancesco Guarnieri                                                                       | 4:58    |  |
| 7.  | "Corcovado (com Hermeto Pascoal)"                       | Tom Jobim                                                                                                | 4:27    |  |
| 8.  | "Garota de Ipanema (com Hermeto Pascoal)"               | Tom Jobim / Vinicius de Moraes                                                                           | 5:04    |  |
| 9.  | "Asa Branca (com Hermeto Pascoal)"                      | Luiz Gonzaga / Humberto Teixeira                                                                         | 5:28    |  |

## Ficha Técnica
- Gravado ao vivo no Casino de Montreux, Suíça, em 20 de julho de 1979
- Direção musical: César Camargo Mariano
- Produção: André Midani, Guti
- Técnico de som: David Richards
- Fotos: Mimito Gomes
- Layout: Artistas Gráficos
- Direção musical do show: César Camargo Mariano

## Músicos
- César Camargo Mariano - teclado e arranjos
- Hélio Delmiro - guitarras
- Luizão - baixo
- Paulinho Braga - bateria
- Chico Batera - Percussão